# Гарреллсвілл (Північна Кароліна)
Гарреллсвілл (англ. Harrellsville) — місто (англ. town) в США, в окрузі Гертфорд штату Північна Кароліна. Населення — 85 осіб (2020).

## Географія
Гарреллсвілл розташований за координатами 36°18′6″ пн. ш. 76°47′30″ зх. д. / 36.30167° пн. ш. 76.79167° зх. д. (36.301674, -76.791777).  За даними Бюро перепису населення США в 2010 році місто мало площу 0,75 км², уся площа — суходіл.

## Демографія
Згідно з переписом 2010 року, у місті мешкало 106 осіб у 46 домогосподарствах у складі 28 родин. Густота населення становила 141 особа/км².  Було 53 помешкання (71/км²).
Расовий склад населення:
| - 76,4 % — білих - 23,6 % — чорних або афроамериканців |

До двох чи більше рас належало 0,0 %. Частка іспаномовних становила 0,0 % від усіх жителів.
За віковим діапазоном населення розподілялося таким чином: 22,6 % — особи молодші 18 років, 56,6 % — особи у віці 18—64 років, 20,8 % — особи у віці 65 років та старші. Медіана віку мешканця становила 46,5 року. На 100 осіб жіночої статі у місті припадало 86,0 чоловіків;  на 100 жінок у віці від 18 років та старших — 90,7 чоловіків також старших 18 років.
Середній дохід на одне домашнє господарство  становив 58 220 доларів США (медіана — 47 708), а середній дохід на одну сім'ю — 53 474 долари (медіана — 41 250). За межею бідності перебувало 25,4 % осіб, у тому числі 58,7 % дітей у віці до 18 років та 0,0 % осіб у віці 65 років та старших.
Цивільне працевлаштоване населення становило 60 осіб. Основні галузі зайнятості: освіта, охорона здоров'я та соціальна допомога — 46,7 %, будівництво — 20,0 %, публічна адміністрація — 8,3 %, оптова торгівля — 6,7 %.